# بروس كيمبل (غطاس)
بروس كيمبل (بالإنجليزية: Bruce Kimball)‏ هو غطاس أمريكي، ولد في 11 يونيو 1963 في آن آربر في الولايات المتحدة.

## وصلات خارجية
- بروس كيمبل على موقع الاتحاد الدولي للسباحة (الإنجليزية)
- بروس كيمبل على موقع اللجنة الأولمبية الدولية (الإنجليزية)
- بروس كيمبل على موقع أوليمبيديا (الإنجليزية)